# 傑米一世
布拉干薩公爵傑米一世（葡萄牙語：Jaime I, Duque de Bragança，1479年—1532年9月20日），布拉干薩公爵，1483年至1532年在位。
傑米的父親費爾南多和舅舅迪奧戈先後於1483年和1484年以叛變之名被葡萄牙國王約翰二世處決，布拉干薩家族的財產被王室接收。約翰二世去世後，繼位的新國王、迪奧戈的弟弟曼紐一世將家族財產歸還予傑米，後者利用這筆錢興建了維索薩公爵宮殿。
1513年，傑米在曼紐一世的命令下率軍攻佔北非的阿扎莫爾。軍事行動相當成功，傑米返國後被視為國家英雄。

## 家庭
1500年，傑米與梅迪纳-西多尼亚公爵胡安·阿隆索·佩雷茲的女兒萊昂諾爾（Leonor Pérez de Guzmán）結婚，兩人共有1子1女：
1. 特奧多西奧（1510年—1563年），布拉干薩公爵
2. 伊莎貝爾（英语：Isabel of Braganza, Duchess of Guimarães）（1514年—1576年），基馬拉斯公爵夫人